# Lomaptera inaequalis
Lomaptera inaequalis är en skalbaggsart som beskrevs av Alexis och Delpont 2000. Lomaptera inaequalis ingår i släktet Lomaptera och familjen Cetoniidae. Inga underarter finns listade i Catalogue of Life.